# Tătărești (okręg Satu Mare)
Tătărești – wieś w Rumunii, w okręgu Satu Mare, w gminie Viile Satu Mare. W 2011 roku liczyła 653 mieszkańców.